# Stade Dr Issoufou Joseph Conombo
Das Stade Dr Issoufou Joseph Conombo (ehemals Stade Municipal de Ouagadougou) ist ein Fußballstadion in Ouagadougou, der Hauptstadt des westafrikanischen Staates Burkina Faso. Es bietet 15.000 Zuschauern Platz.
Das Stadion war bis zum Bau des Stade du 4-Août das größte Stadion des Landes. Es befindet sich im Besitz der Stadt und dient als Austragungsort von Spielen der Première Division. Im Rahmen des Goal Programme der FIFA wurde das Rasenspielfeld durch Kunstrasenbelag ersetzt. Das Stadion liegt in der Innenstadt im Stadtteil Bilbalogho und war Spielort der Afrikameisterschaft 1998.